# Katsuo Takaishi
Katsuo Takaishi (jap. 高石 勝男 Takaishi Katsuo; * 14. Oktober 1906 in Osaka; † 13. April 1966 ebenda) war ein japanischer Schwimmer.
Takaishi nahm erstmals mit 16 Jahren an internationalen Schwimmwettkämpfen teil. Nachdem er 1923 bei den japanischen Meisterschaften über 100 m Freistil gewonnen hatte, entschied er im selben Jahr bei den Far Eastern Championship Games alle drei Wettkämpfe im Freistil für sich und qualifizierte sich somit für die japanische Mannschaft der Olympischen Sommerspiele 1924. In Paris erreichte er mit der Staffel über 4 × 200 m Freistil den vierten Rang und wurde Fünfter über 100 und 1500 m Freistil. In den Jahren 1925, 1926 und 1927 gewann er in Summe zehn nationale und vier internationale Titel. 1928 war er erneut Teilnehmer Japans bei den Olympischen Spielen. Im niederländischen Amsterdam schied er im Wettbewerb über 1500 m im Vorlauf, über 400 m Freistil im Halbfinale aus. Über 100 m Freistil konnte der Japaner Bronze gewinnen, mit der 4 × 200-m-Freistilstaffel errang er Silber. Nach seinen zweiten Olympischen Spielen konnte er 1930 nochmals einen nationalen Wettbewerb gewinnen, bevor er im Anschluss seine Karriere beendete.
Bei den Olympischen Spielen 1932 agierte er als Trainer der japanischen Schwimmerdelegation, die in Los Angeles vier der fünf Goldmedaillen in Herrenwettbewerben gewinnen konnten. 1935 veröffentlichte er das Buch Swimming in Japan. Bei den Olympischen Sommerspielen 1964 in seinem Heimatland war er Generaldirektor des Schwimmerteams Japans. Er war Vorsitzender des japanischen Amateur-Schwimmverbands und erhielt die violette Ehrenmedaille Japans. Außerdem war er im Bankgeschäft tätig als Präsident der Kinki Sangyo und besaß einen Abschluss der Waseda-Universität.
Im Alter von 59 Jahren starb Takaishi 1966 an Lungenkrebs. 1991 wurde er posthum in die International Swimming Hall of Fame aufgenommen.